# Bruceville/Shanty Town
Bruceville/Shanty Town es una localidad de Santa Lucía que forma parte del distrito de Vieux Fort.